# Нагірник струмковий
Нагірник струмковий (Monticola sharpei) — вид горобцеподібних птахів родини мухоловкових (Muscicapidae). Ендемік Мадагаскару. Вид названий на честь англійського орнітолога Річарда Боудлера Шарпа. Раніше його відносили до роду Нагірник (Pseudocossyphus), однак за результатами молекулярно-генетичного дослідження цей вид був переведений до роду Скеляр (Monticola)

## Підвиди
Виділяють три підвиди:

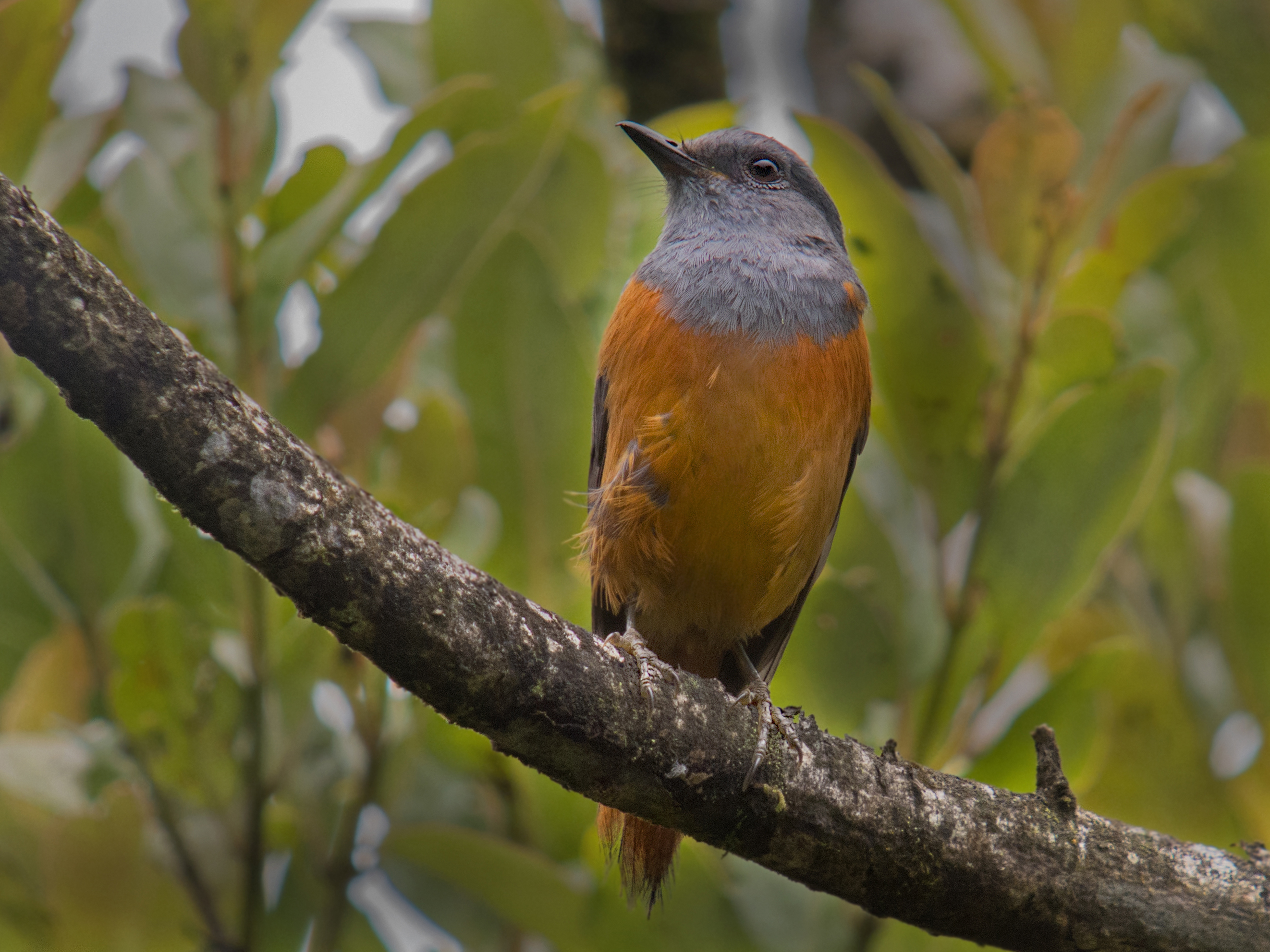
Самець струмкового нагірника

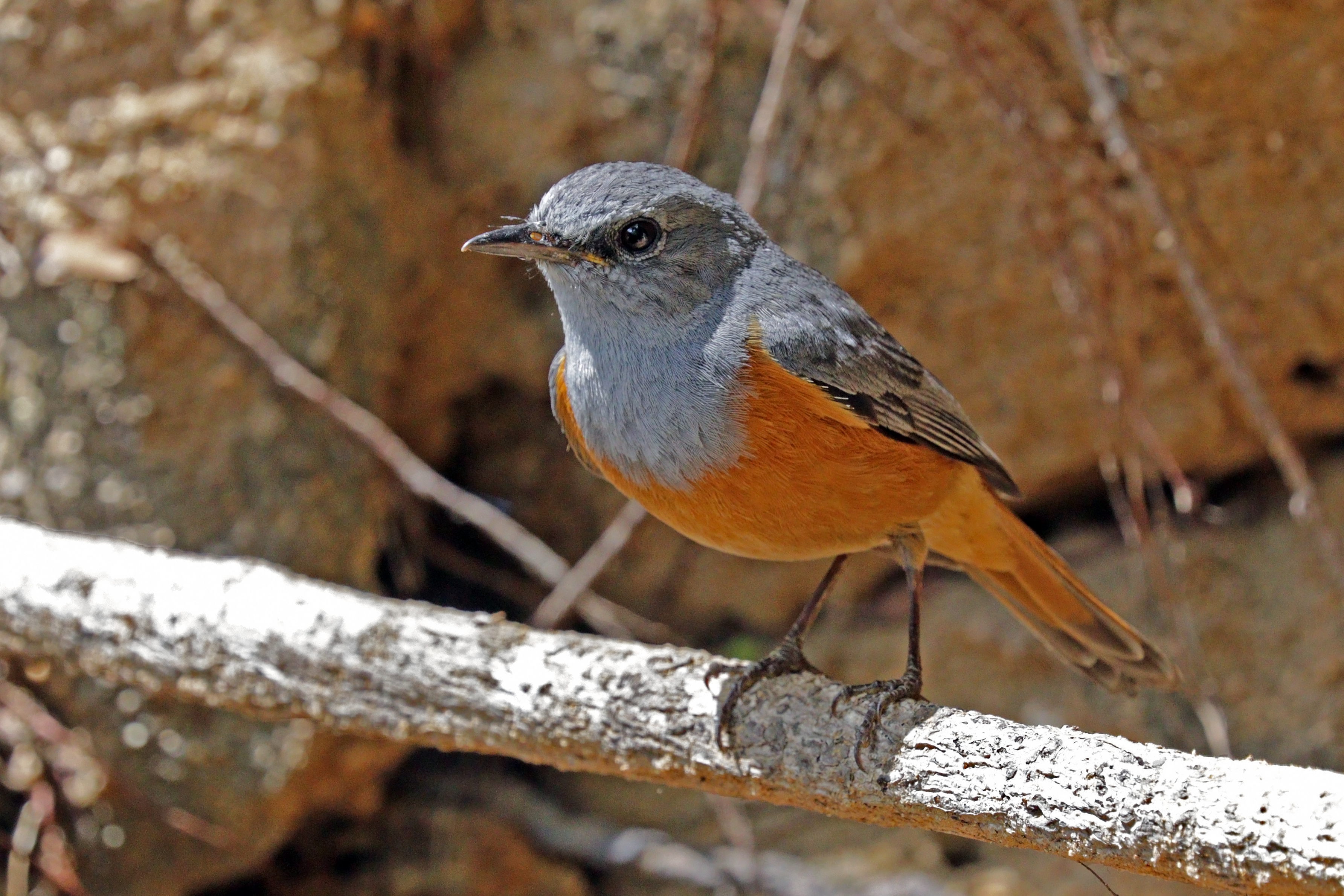
Самець сіроголового скеляра

- M. s. erythronotus (Lavauden, 1929) — гірські ліси масиву Монтань-д'Амбр на півночі острова;
- M. s. sharpei (Gray, GR, 1871) — вологі тропічні ліси на сході острова;
- M. s. bensoni Farkas, 1971 — скелясті райони Мадагаскарського нагір'я і реліктові гірські ліси в басейні річки Самбірано[en].

Деякі дослідники раніше класифікували підвид M. s. erythronotus як окремий вид — скеляр амберський (Monticola erythronotus), а підвид M. s. bensoni — як скеляр сіроголовий (Monticola bensoni).

## Поширення і екологія
Струмкові камінчаки є ендеміками острова Мадагаскар. Вони живуть у вологих рівнинних і гірських тропічних лісах, на узліссях, у вологих і високогірних чагарникових заростях, на скелястих пустищах, на берегах річок і струмків, на висоті від 800 до 2500 м над рівнем моря. Живляться комахами та іншими безхребетними, яких шукають на землі, а також ягодами.